# Les anges se fendent la gueule
 (février 2025).
Si vous disposez d'ouvrages ou d'articles de référence ou si vous connaissez des sites web de qualité traitant du thème abordé ici, merci de compléter l'article en donnant les références utiles à sa vérifiabilité et en les liant à la section « Notes et références ».
Pour plus de détails, voir Fiche technique et Distribution.
Les anges se fendent la gueule (Funny People II en anglais) est un film sud-africain, de langue principalement anglaise  réalisé en 1983 par Jamie Uys.
Ce film de caméra caché a été diffusé en France en 1985 dans la lignée de Dieu me savonne, le précédent film de caméra caché  de Jamie Uys.) 
Il s'agit du second et dernier film de caméra caché de Jamie Uys diffusé au cinéma. Emil Nofal prendra la relève de ce genre en 1986 avec You're in the movies (Les Anges sont pliés en dieux en VF) et Gotta Be Crazy !' (Les anges perdent la tête en VF) ainsi que Elmo de Witt avec You Must Be Joking! (Adieu les Anges) en 1986 et You Must be Joking! Too.) en 1987.

## Contexte
Après le succès de Dieu me savonne, Jamie Uys développe pour le cinéma et la télévision des sketchs de caméra cachée, offrant un aperçu de la société sud-africaine d'alors. Après les anges se fendent la gueule, la production de type de film de caméra caché sera poursuivi par Emil Nofal (Les anges perdent la tête) et par Elmo de Witt (Adieu les anges) avant d'être poursuivi par Léon Schuster.
Le film fut réalisé à partir d'une sélection de mise en situation impliquant 4000 participants involontaires.

## Genre
Le film est constitué de scènes de caméra caché.  

## Synopsis
Basé sur le principe de la caméra invisible, diverses personnes sont placées à leur insu dans des situations insolites prêtant à rire avec l'aide parfois de comédiens (une enquêtrice trop bavarde, un entraînement de soldats, la disparition d'un sauteur de trampoline, une boîte aux lettres placée hors de portée, un cabanon mobile d'explosifs, des plats trop salés...),.

## Fiche technique
- Producteur superviseur: Boet Troskie
- Producteur : Jamie Uys et Kobus Kruger
- Film en couleur
- Film en langue anglaise (principale) et en langue afrikaans
- Réalisateur : Jamie Uys
- Scénario : Jamie Uys
- Producteur et distributeur : Mimosa Films
- Musique : Sam Sklair
- Lieux du tournage : Afrique du Sud (Johannesburg, Le Cap...)
- Durée : 85 minutes
- Pays de production :  Afrique du Sud
- Date de sortie :
  - Afrique du Sud : 27 octobre 1983
  - France : 26 juin 1985

## Distribution
- Joe Stewardson : le présentateur des sketchs
- Comédiens (complices) : Jamie Uys, Bill Flynn, Susan Gehr, Tani de Lange, Leon Schuster, Buster Reynolds, Bo Petersen, Arnold Vosloo

## Accueil et diffusion
En Afrique du Sud, le film connut un grand succès au box office, battant en terme de rentabilité lors de son premier jour de diffusion le record local tenu alors par le film Les dieux sont tombés sur la tête. Boet Troskie vendit le film au Festival du film de Milan en 1983 et le fit diffuser dans près de vingt pays.